# Witwangmuistimalia
De witwangmuistimalia (Pellorneum bicolor synoniem: Trichastoma bicolor) is een zangvogel uit de familie Pellorneidae.

## Verspreiding en leefgebied
Deze soort komt voor op Maleisië, Sumatra en Borneo.